# فيرم نوف (كيبك)
فيرم نوف (بالإنجليزية: Ferme-Neuve, Quebec)‏ هي معلم جغرافي و بلدية محلية في كيبيك تقع في كندا في Antoine-Labelle Regional County Municipality. يقدر عدد سكانها بـ 2,822 نسمة ومساحتها 875.10 كم2 .

## أعلام
- خوسيه شاربونو
- روجر لابوينت
- دانيال دوريه